# Oleksandr Šovkovskyj
Oleksandr Volodymyrovyč Šovkovskyj (ukrajinsky Олександр Володимирович Шовковський; * 2. ledna 1975, Kyjev, SSSR) je bývalý ukrajinský fotbalový brankář, odchovanec Dynamo Kyjev, ve kterém strávil celou svou kariéru. Čtrnáctkrát vyhrál ukrajinskou ligu a s reprezentací si zahrál čtvrtfinále mistrovství světa.

## Úspěchy

### Týmové
- Ukrajinský mistr (14): 1994–2001, 2003, 2004, 2007, 2009, 2015, 2016
- Ukrajinský pohár (10): 1995, 1998–2000, 2003, 2005–2007, 2014, 2015
- Ukrajinský superpohár (6): 2004, 2006, 2007, 2009, 2011, 2016
- Semifinále Ligy mistrů: 1998/1999
- Semifinále Poháru UEFA: 2008/2009
- Čtvrtfinále mistrovství světa: 2006

### Individuální
- Nejlepší fotbalista sezony na Ukrajině: 2. místo 2004/2005
- Ukrajinský brankář roku (9): 1994, 1997–1999, 2003–2006, 2011
- Nejlepší ukrajinský brankář od dob nezávislosti[1]
- Nejlepší brankář 2000–2010 na území bývalého Sovětského Svazu[2]
- První brankář v historii Mistrovství světa, který nedostal gol v penaltovém rozstřelu
- Za svou kariéru odehrál 102 zápasů v Lize mistrů
- Byl nominován na Zlatý míč – 1999 (užší výběr TOP 50)
- Nejlepší brankář světa pro zneškodnění penalt[3]
- Nejlepší brankář Evropské ligy 2010/11[4]